# Hilyotrogus bicoloreus
Hilyotrogus bicoloreus är en skalbaggsart som beskrevs av Lucas Friedrich Julius Dominikus von Heyden 1887. Hilyotrogus bicoloreus ingår i släktet Hilyotrogus och familjen Melolonthidae. Inga underarter finns listade i Catalogue of Life.